# Country Style (album Binga Crosby’ego)
Country Style (podtytuł: A Group of Country Songs Sung by Bing Crosby) – kompilacyjny album muzyczny amerykańskiego piosenkarza Binga Crosby’ego wydany przez Decca Records w 1951 roku. Składał się z ośmiu wcześniej wydanych utworów nagranych w latach 1940–1950. Dwie piosenki na tym albumie zostały wykonane z The Andrews Sisters.

## Lista utworów
| Nr | Rok nagrania | Tytuł                                    |
| A1 | 1947         | „Country Style”                          |
| A2 | 1950         | „Home Cookin'”                           |
| A3 | 1940         | „I Only Want A Buddy - Not A Sweetheart” |
| A4 | 1942         | „When The White Azaleas Start Blooming”  |
| B1 | 1946         | „Sioux City Sue”                         |
| B2 | 1945         | „You Sang My Love Song To Somebody Else” |
| B3 | 1949         | „Weddin' Day”(z The Andrews Sisters)     |
| B4 | 1945         | „Betsy” (z The Andrews Sisters)          |